# Hermeuptychia atalanta
Hermeuptychia atalanta är en fjärilsart som beskrevs av Butler 1866. Hermeuptychia atalanta ingår i släktet Hermeuptychia och familjen praktfjärilar. Inga underarter finns listade i Catalogue of Life.